# Cameron Highlands
De Cameron Highlands is een hoogvlakte in Maleisië, zo'n 150 kilometer ten noorden van Kuala Lumpur. De regio ligt 1500 meter boven zeeniveau en is daarmee het hoogste gebied van het Maleisische vasteland. De temperaturen liggen tussen de 10° en 25° graden Celsius. 
De Cameron Highlands vormen een district in de Maleisische deelstaat Pahang.
Het district telt 38.000 inwoners op een oppervlakte van 710 km².
De hoogvlakten zijn genoemd naar William Cameron, die het plateau ontdekte tijdens een expeditie in 1885. Toen de hoogvlaktes ontdekt werden zijn ze veel gebruikt voor theeplantages.

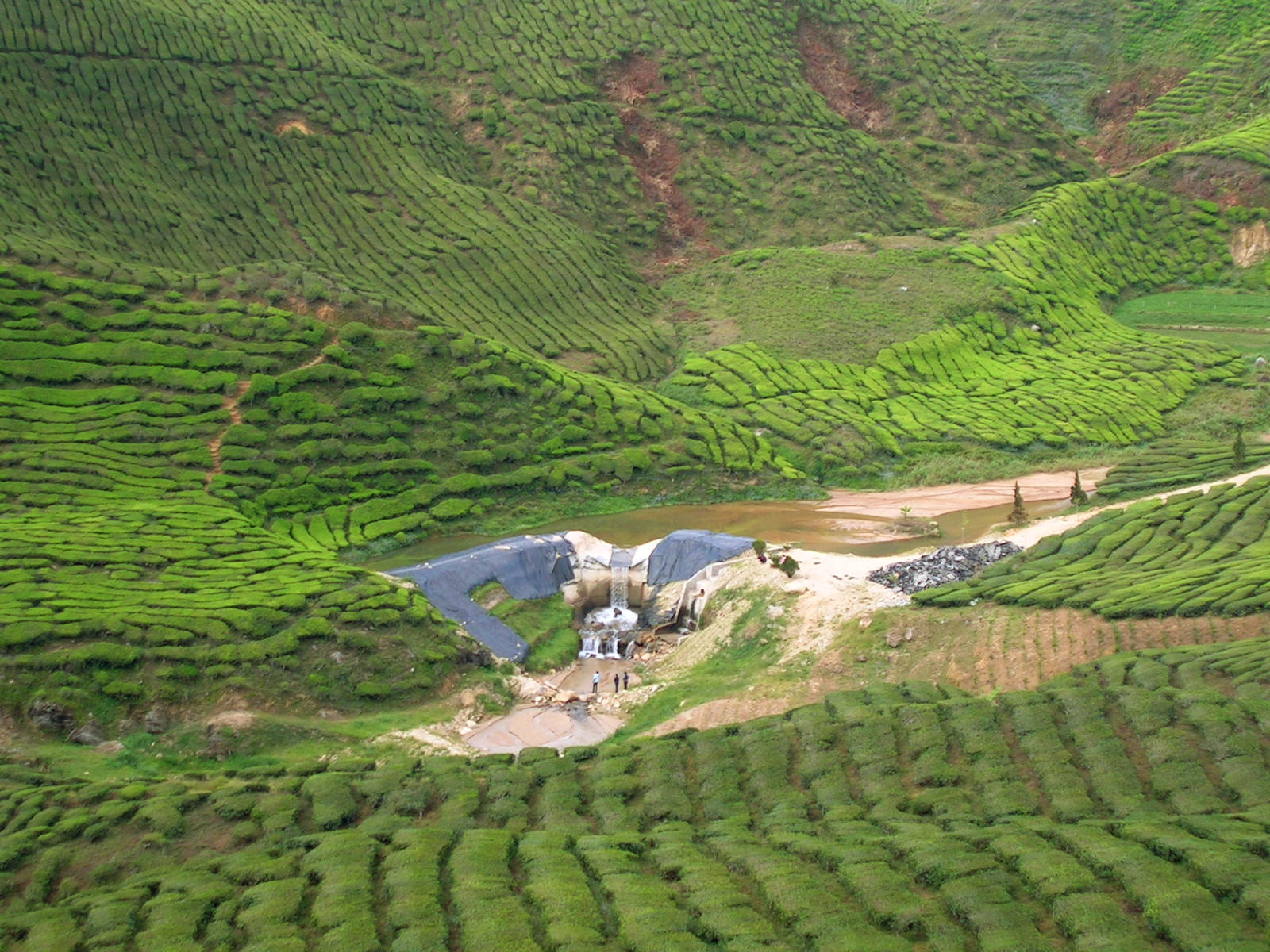
Theeplantage in de Cameron Highlands